# Concrete (Pet Shop Boys)
Concrete is het eerste live-album van de Pet Shop Boys. Het is een opname van een exclusief concert voor het BBC Radio 2 programma Sold on song op 8 mei 2006 in het Mermaid Theatre in Londen. Tijdens het concert werden de Pet Shop Boys bijgestaan door het BBC Concert Orchestra en door gast-vocalisten Rufus Wainwright, Frances Barber en Robbie Williams. Het album is geproduceerd door Trevor Horn en in 2006 uitgebracht op het Parlophone label van EMI.

## Tracks

### CD 1
1. Left to my own devices (08:37)
2. Rent (03:56)
3. You only tell me you love me when you're drunk (03:31)
4. The Sodom and Gomorrah Show (05:33)
5. Casanova in hell (gezongen door Rufus Wainwright) (03:40)
6. After all (07:56)
7. Friendly fire (gezongen door Frances Barber) (03:57)
8. Integral (04:01)

### CD 2
1. Numb (05:03)
2. It's alright (05:03)
3. Luna Park (6:21)
4. Nothing has been proved (04:40)
5. Jealousy (gezongen door Robbie Williams) (05:57)
6. Dreaming of the Queen (05:28)
7. It's a sin (05:18)
8. Indefinite leave to remain (02:59)
9. West End girls (04:55)

## Trivia
- De titel van het album is een aantal malen gewijzigd. De oorspronkelijke titel was Concrete, maar deze werd later gewijzigd in Concert. Op 20 september 2006 werd aangekondigd dat het album alsnog Concrete genoemd zou worden.
- Concrete is het eerste officiële live-album van de Pet Shop Boys. Eerder werden wel live-concerten op video en DVD uitgebracht. Van deze opnamen is een groot aantal bootlegs verschenen op vinyl en CD.
- Het concert is twee keer door de BBC uitgezonden. De eerste keer op 27 mei 2006 op BBC Radio 2. Bij deze uitzending ontbraken vier nummers (You only tell me you love me when you're drunk, After all, Numb en Dreaming of the Queen). Op 28 augustus 2006 werd het concert nogmaals uitgezonden op het digitale station BBC 6 Music, nu in de volledige vorm.
- De setlist werd voornamelijk bepaald door het feit dat er een orkest aanwezig was. Het album bestaat dan ook voornamelijk uit nummers die oorspronkelijk met een orkest zijn opgenomen. Alleen West End girls en It's a sin vormen hierop de uitzonderingen.
- Het arrangement voor het nummer Rent is afkomstig van de versie van het nummer dat gemaakt is door Angelo Badalamenti voor het album Results van Liza Minnelli.
- Het nummer After all is afkomstig van de soundtrack voor de film Battleship Potemkin.
- Het nummer Friendly fire is afkomstig van de Pet Shop Boys musical Closer to heaven.
- Het nummer Nothing has been proved is de titelsong van de film Scandal, die geschreven is door de Pet Shop Boys en oorspronkelijk werd gezongen door Dusty Springfield. Het nummer is gearrangeerd door Angelo Badalamenti.